# Northern Talent Cup
Der Northern Talent Cup ist eine Motorrad-Rennserie und Nachfolger des ADAC Junior Cups. Sie ist eine von der Dorna Sports organisierte Talentförderserie, die jedes Jahr 3 Piloten den Aufstieg in den Red Bull MotoGP Rookies Cup ermöglicht.

## Einsatzgeräte
In den ersten vier Jahren verwendeten alle Teilnehmer (zwischen 14 und 17 Jahren) eine KTM 250 FRR. Eine Vorgabe bei der Einrichtung des Cups war, das die Maschine nicht mehr als 10.000 Euro kosten sollte. Die von KTM zu diesen Konditionen gestellte Maschine wog 95 kg und leistete 46 PS. Für Kritik sorgte dabei, das die Leistungsdaten zu weit weg von den aktuellen Moto3-Bikes wären (ca. 82 kg und 60 PS) und daher eine erfolgreiche Weiterbildung von Piloten in Richtung Motorrad-Weltmeisterschaft nicht möglich sei. Seit der Saison 2024 kommt eine Honda-Moto3-Production-Racer Maschine auf Basis der  NSF250R zum Einsatz, die auch in allen anderen Talent Cups in Europa und Asien eingesetzt wird. Diese kostet 13.350 Euro inkl. Mwst. Sie wiegt 84 kg und leistet 48 PS und ist damit von den Leistungsdaten her näher an den aktuellen Moto3-Maschinen.

## Siegerliste
| Jahr | Meister             |
| ---- | ------------------- |
| 2020 | Soma Görbe          |
| 2021 | Jakub Gurecký       |
| 2022 | Rossi Moor          |
| 2023 | Rocco Sessler       |
| 2024 | Jurrien van Crugten |
| 2025 |                     |

## Übertragung
Sofern die Rennen im Rahmen der IDM stattfinden, werden die Rennen auf Deutsch von Thomas Deitenbach kommentiert. Ansonsten überträgt der offizielle YouTube-Kanal des Northern Talent Cups die Rennen mit englischem Kommentar.